# Andi Sudirman Sulaiman
Andi Sudirman Sulaiman (sinh ngày 25 tháng 9 năm 1983) là một chính trị gia người Indonesia hiện là Thống đốc Nam Sulawesi. Ông được bầu làm Phó Thống đốc vào năm 2018 và được bổ nhiệm làm quyền thống đốc khi thống đốc Nurdin Abdullah bị bắt.

## Đầu đời và học vấn
Sulaiman sinh ra ở huyện Bone vào ngày 25 tháng 9 năm 1983, là con thứ mười một trong số mười hai anh chị em. Một trong những anh chị của ông là Amran Sulaiman, một doanh nhân từng là Bộ trưởng Bộ Nông nghiệp dưới nhiệm kỳ tổng thống đầu tiên của Joko Widodo. Cha của Sulaiman từng là hạ sĩ phục vụ trong Lục quân Indonesia. Ông theo đuổi nền giáo dục cơ bản trong chính quyền nhiếp chính, tốt nghiệp trung học năm 2001 trước khi theo học ngành kỹ thuật cơ khí tại Đại học Hasanuddin ở Makassar.
Trong thời gian học tại Đại học Hasanuddin, Sulaiman thành lập một tổ chức sinh viên có trụ sở tại Bone và giành được học bổng từ Thiess Indonesia. Ông tốt nghiệp cử nhân năm 2005.

## Sự nghiệp
Sau khi tốt nghiệp, Sulaiman bắt đầu làm việc tại một số công ty nước ngoài, điển hình là hoạt động trong lĩnh vực dịch vụ kỹ thuật hàng hải. Ông được chọn là ứng cử viên liên danh với Nurdin Abdullah trong cuộc bầu cử thống đốc Nam Sulawesi năm 2018. Cả hai giành chiến thắng trong cuộc bầu cử với hơn 40 phần trăm số phiếu bầu trong cuộc đua bốn ứng cử viên. Ông tuyên thệ nhậm chức phó thống đốc vào ngày 5 tháng 9 năm 2018.
Năm 2019, xung đột chính trị xảy ra khi Sulaiman bổ nhiệm lại gần 200 quan chức chính quyền cấp tỉnh mà không có sự chấp thuận của Abdullah. Tranh chấp dẫn đến một cuộc điều tra của cơ quan lập pháp cấp tỉnh và Bộ Nội vụ, lệnh của Sulaiman đã bị hủy bỏ.
Abdullah bị Ủy ban Phòng chống Tham nhũng bắt giữ vào tháng 2 năm 2021, Sulaiman được bổ nhiệm quyền thống đốc vào ngày 28 tháng 2 năm 2021. Vào tháng 11 năm 2021, ông bắt đầu yêu cầu các công chức Hồi giáo đọc Kinh Qur’an trước khi bắt đầu ngày làm việc và tham dự các buổi cầu nguyện của giáo đoàn vào lễ adhan. Ngày 10 tháng 3 năm 2022, Sulaiman được bổ nhiệm làm Thống đốc Nam Sulawesi, vào thời điểm này ông trở thành thống đốc trẻ nhất Indonesia.